# Холшевиково
Холшеви́ково (рос. Холшевиково) — присілок у складі Нікольського району Вологодської області, Росія. Входить до складу Аргуновського сільського поселення.

## Населення
Населення — 77 осіб (2010; 111 у 2002).
Національний склад (станом на 2002 рік):
- росіяни — 100 %